# Abi
Abi é uma Área de Governo Local no estado de Cross River, Nigéria.
Entre as pessoas de Abi inclui-se o Governador do Estado Liyel Imoke, um membro da tribo Agbo. Uma das maiores tribos dentro Abi Governo Local é Bahumono, que inclui sete aldeias: Ediba, Anong, Usumutong, Afafanyi, Igonigoni, Ebom, e Ebiriba.